# Bonnie Tyler
Bonnie Tyler, artiestennaam van Gaynor Hopkins (Skewen, Wales, 8 juni 1951) is een Welshe zangeres.

## Biografie
Ze komt uit een gezin van zes kinderen. Haar vader was een mijnwerker; haar moeder, een operafan, deelde haar passie voor muziek met haar kinderen. Janis Joplin en Tina Turner waren haar grote voorbeelden. Na in verschillende bands gezeten te hebben en na verschillende artiestennamen kwam ze uiteindelijk uit bij Bonnie Tyler.
In 1975 nam ze haar eerste liedje op bij een platenmaatschappij: My my honeycomb; de single werd geen succes. Haar tweede single Lost in France toonde meteen haar vocale kwaliteiten en ze haalde er de top 10 mee. Later werd het zelfs een Europese hit.
Haar eerste album, in 1977, had een bescheiden succes, maar toch genoeg om door Europa te toeren. Net voor het album werd uitgebracht moest ze een knobbeltje op haar stembanden laten wegnemen. Tegen doktersadvies in sprak ze voor ze genezen was, hierdoor kreeg ze een schor geluid in haar keel, ze dacht dat haar zangcarrière over was maar niets was minder waar. Haar volgende single It's a Heartache waarop ze met schorre stem zong, haalde de top 5 in Engeland, Europa en de Verenigde Staten, waardoor ze daar voor het eerst kon gaan toeren.
In 1979 won ze het World Popular Song Festival in Tokio met het lied Sitting on the Edge of the Ocean. Toch bleef groot succes uit na deze overwinning.
In 1982 tekende ze een platencontract bij CBS Records en bracht ze het album Faster Than the Speed of Night uit, met daarop de single Total Eclipse of the Heart. Producer van dit album was Jim Steinman, die eerder succes had met  Bat Out of Hell van Meat Loaf. Zijn combinatie van rock en theatrale arrangementen zorgde voor internationaal succes. In veel landen kwam de single op nummer 1; ook het album schoot in Engeland meteen naar de eerste plaats. Ze was de eerste vrouwelijke artiest die dat bereikte. Ze won ook twee Grammy's. 
Twee jaar later had ze opnieuw een groot succes, dit keer met Holding Out for a Hero. In 1991 nam ze het album Bitterblue op, dat viervoudig platina werd in Noorwegen, platina in Oostenrijk en goud in o.a. Duitsland, Zweden en Zwitserland. Van 1991 tot en met 1994 produceerden zanger Rolf Köhler en producent Dieter Bohlen de muziek van Bonnie Tyler.
Samen met de Franse zangeres Kareen Antonn nam ze Si Demain... (Turn Around) op (de Franse versie van Total Eclipse of the Heart). Hiermee had ze een nummer 1-hit in België, Frankrijk en Polen.
In 2013 vertegenwoordigde Tyler het Verenigd Koninkrijk op het Eurovisiesongfestival in Malmö met het lied Believe in me. Ze eindigde met 23 punten op de 19e plaats.

## Discografie

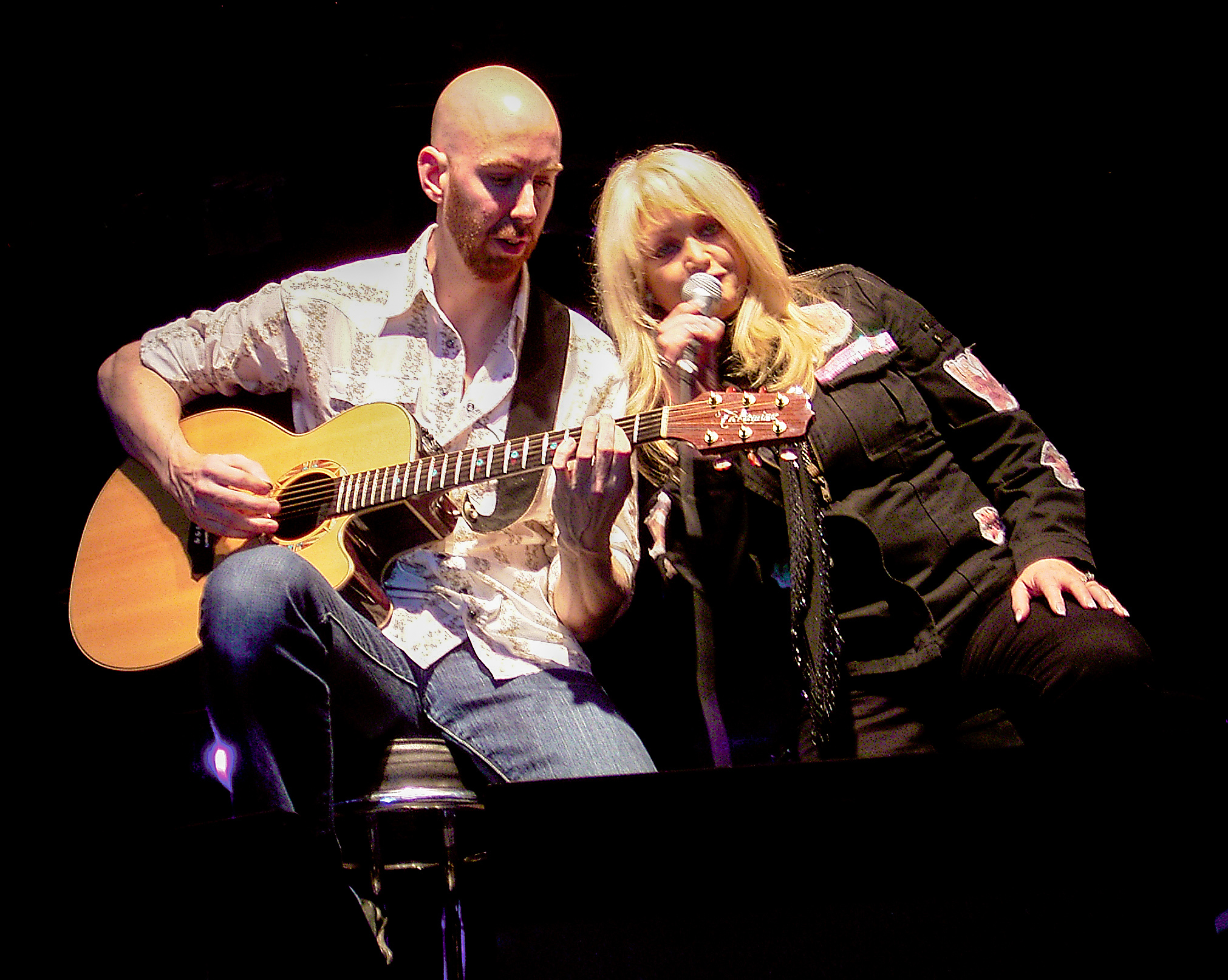
Bonnie Tyler (rechts) en Matt Prior tijdens een optreden op 27 mei 2006

### Albums
| Album met eventuele hitnotering(en) in de Nederlandse Album Top 100 | Datum van verschijnen | Datum van binnenkomst | Hoogste positie | Aantal weken | Opmerkingen                                                                       |
| ------------------------------------------------------------------- | --------------------- | --------------------- | --------------- | ------------ | --------------------------------------------------------------------------------- |
| The world starts tonight                                            | 1977                  | -                     |                 |              |                                                                                   |
| The hits of Bonnie Tyler                                            | 1977                  | 11-03-1978            | 40              | 7            | Verzamelalbum                                                                     |
| Natural force                                                       | 1978                  | -                     |                 |              |                                                                                   |
| Diamond cut                                                         | 1979                  | -                     |                 |              |                                                                                   |
| Goodbye to the islands                                              | 1981                  | -                     |                 |              |                                                                                   |
| The very best of Bonnie Tyler                                       | 1981                  | -                     |                 |              | Verzamelalbum                                                                     |
| Faster than the speed of night                                      | 01-04-1983            | 30-04-1983            | 24              | 9            |                                                                                   |
| Secrets dreams and forbidden fire                                   | 1986                  | -                     |                 |              |                                                                                   |
| Greatest hits                                                       | 1986                  | -                     |                 |              | Verzamelalbum                                                                     |
| Hide your heart                                                     | 1988                  | -                     |                 |              |                                                                                   |
| Heaven & hell                                                       | 1989                  | -                     |                 |              | met Meat Loaf / Verzamelalbum                                                     |
| Greatest hits                                                       | 26-06-1989            | 19-02-1994            | 11              | 20           | Verzamelalbum                                                                     |
| Bitterblue                                                          | 11-11-1991            | -                     |                 |              |                                                                                   |
| Angel heart                                                         | 05-10-1992            | -                     |                 |              |                                                                                   |
| Here am I                                                           | 1992                  | -                     |                 |              | Verzamelalbum                                                                     |
| The very best of Bonnie Tyler                                       | 19-01-1993            | -                     |                 |              | Verzamelalbum                                                                     |
| The best                                                            | 22-04-1993            | -                     |                 |              | Verzamelalbum                                                                     |
| Silhouette in red                                                   | 11-10-1993            | -                     |                 |              |                                                                                   |
| The very best of Bonnie Tyler volume 2                              | 14-02-1994            | -                     |                 |              | Verzamelalbum                                                                     |
| Comeback: Single collection '90–'94                                 | 1994                  | -                     |                 |              | Verzamelalbum                                                                     |
| The definitive collection                                           | 11-07-1995            | -                     |                 |              | Verzamelalbum                                                                     |
| Straight from the heart – The very best of Bonnie Tyler             | 10-1995               | -                     |                 |              | Verzamelalbum                                                                     |
| Best ballads                                                        | 1995                  | -                     |                 |              | Verzamelalbum                                                                     |
| The ultimate collection                                             | 1995                  | -                     |                 |              | Verzamelalbum                                                                     |
| Free spirit                                                         | 26-03-1996            | -                     |                 |              |                                                                                   |
| All the best                                                        | 1996                  | -                     |                 |              | Verzamelalbum                                                                     |
| The love collection                                                 | 1998                  | -                     |                 |              | Verzamelalbum                                                                     |
| The beauty and the best                                             | 1998                  | -                     |                 |              | Verzamelalbum                                                                     |
| All in one voice                                                    | 28-12-1999            | -                     |                 |              |                                                                                   |
| Power and passion                                                   | 1999                  | -                     |                 |              | Verzamelalbum                                                                     |
| Super hits                                                          | 1999                  | -                     |                 |              | Verzamelalbum                                                                     |
| Bonnie Tyler greatest hits                                          | 2001                  | -                     |                 |              | Verzamelalbum                                                                     |
| Total eclipse anthology                                             | 2002                  | -                     |                 |              | Verzamelalbum                                                                     |
| Heart strings                                                       | 18-03-2003            | -                     |                 |              |                                                                                   |
| Simply believe                                                      | 13-04-2004            | -                     |                 |              |                                                                                   |
| Wings                                                               | 14-05-2005            | -                     |                 |              |                                                                                   |
| Lost in France - The early years                                    | 2005                  | -                     |                 |              | Verzamelalbum                                                                     |
| Bonnie Tyler live                                                   | 09-07-2006            | -                     |                 |              | Livealbum                                                                         |
| From the heart - Bonnie Tyler greatest hits                         | 2007                  | -                     |                 |              | Verzamelalbum                                                                     |
| Collections 2008                                                    | 2009                  | -                     |                 |              | Verzamelalbum                                                                     |
| Ravishing: The best of Bonnie Tyler                                 | 2009                  | -                     |                 |              | Verzamelalbum                                                                     |
| Holding out for a hero: The very best of                            | 2011                  | -                     |                 |              | Verzamelalbum                                                                     |
| Best of - 3 CD                                                      | 03-10-2011            | -                     |                 |              | Verzamelalbum                                                                     |
| Live in Germany 1993                                                | 02-12-2011            | -                     |                 |              | Livealbum                                                                         |
| Between the Earth and the Stars                                     | 2019                  | -                     |                 |              | Studioalbum met medewerking van o.a. Francis Rossi, Rod Stewart, en Cliff Richard |

### Singles
| Single met eventuele hitnotering(en) in de Nederlandse Top 40 | Datum van verschijnen | Datum van binnenkomst | Hoogste positie | Aantal weken | Opmerkingen                                                                        |
| ------------------------------------------------------------- | --------------------- | --------------------- | --------------- | ------------ | ---------------------------------------------------------------------------------- |
| Lost in France                                                | 1976                  | 12-02-1977            | 24              | 5            | #20 in de Nationale Hitparade / AVRO's Radio en TV-Tip Hilversum 3                 |
| It's a heartache                                              | 1977                  | 07-01-1978            | 3               | 11           | Veronica Alarmschijf Hilversum 3 / #5 in de Nationale Hitparade                    |
| Here am I                                                     | 1978                  | 15-04-1978            | tip20           | -            |                                                                                    |
| I believe in your sweet love                                  | 1979                  | 24-11-1979            | tip15           | -            |                                                                                    |
| Goodbye to the island                                         | 1980                  | 14-02-1981            | tip11           | -            |                                                                                    |
| Total eclipse of the heart                                    | 11-02-1983            | 09-04-1983            | 24              | 6            | #18 in de Nationale Hitparade / #21 in de TROS Top 50 / NOS Steunplaat Hilversum 3 |
| A rockin' good way                                            | 1984                  | 04-02-1984            | 8               | 5            | met Shakin' Stevens / #8 in de Nationale Hitparade / #5 in de TROS Top 50          |
| Making love (out of nothing at all)                           | 1995                  | 21-10-1995            | 12              | 10           | #17 in de Mega Top 50                                                              |

| Single met hitnotering(en) in de Vlaamse Ultratop 50 | Datum van verschijnen | Datum van binnenkomst | Hoogste positie | Aantal weken | Opmerkingen                                      |
| ---------------------------------------------------- | --------------------- | --------------------- | --------------- | ------------ | ------------------------------------------------ |
| Lost in France                                       | 1976                  | 12-03-1977            | 21              | 2            | Nr. 15 in de Radio 2 Top 30                      |
| It's a heartache                                     | 1977                  | 14-01-1978            | 2               | 11           | Nr. 2 in de Radio 2 Top 30                       |
| Total eclipse of the heart                           | 1983                  | 02-04-1983            | 14              | 9            | Nr. 16 in de Radio 2 Top 30                      |
| A rockin' good way                                   | 1983                  | 21-01-1984            | 5               | 10           | met Shakin' Stevens / Nr. 6 in de Radio 2 Top 30 |
| Loving you's a dirty job but somebody's gotta do it  | 1985                  | 11-01-1986            | 35              | 3            | met Todd Rundgren                                |

### NPO Radio 2 Top 2000
| Nummers met noteringen in de NPO Radio 2 Top 2000 | '99  | '00  | '01  | '02  | '03  | '04  | '05  | '06 | '07  | '08  | '09 | '10 | '11 | '12 | '13 | '14 | '15 | '16 | '17 | '18 | '19 | '20 | '21 | '22 | '23 | '24 |
| ------------------------------------------------- | ---- | ---- | ---- | ---- | ---- | ---- | ---- | --- | ---- | ---- | --- | --- | --- | --- | --- | --- | --- | --- | --- | --- | --- | --- | --- | --- | --- | --- |
| It's a Heartache                                  | 1702 | -    | 1537 | 1980 | 1963 | 1715 | 1842 | -   | 1837 | 1960 | -   | -   | -   | -   | -   | -   | -   | -   | -   | -   | -   | -   | -   | -   | -   | -   |
| Lost in France                                    | -    | 1847 | -    | -    | -    | -    | -    | -   | -    | -    | -   | -   | -   | -   | -   | -   | -   | -   | -   | -   | -   | -   | -   | -   | -   | -   |
| Total Eclipse of the Heart                        | 86   | 133  | 142  | 124  | 215  | 208  | 264  | 352 | 316  | 245  | 486 | 478 | 503 | 629 | 579 | 645 | 664 | 647 | 619 | 480 | 481 | 434 | 506 | 542 | 452 | 508 |

1. ↑  Een '-' betekent dat het nummer niet was genoteerd en een vetgedrukt getal geeft de hoogste notering van een nummer aan.

1957: Patricia Bredin · 
1959: Pearl Carr & Teddy Johnson · 
1960: Bryan Johnson · 
1961: The Allisons · 
1962: Ronnie Carroll · 
1963: Ronnie Carroll · 
1964: Matt Monro · 
1965: Kathy Kirby · 
1966: Kenneth McKellar · 
1967: Sandie Shaw · 
1968: Cliff Richard · 
1969: Lulu · 
1970: Mary Hopkin · 
1971: Clodagh Rodgers · 
1972: The New Seekers · 
1973: Cliff Richard · 
1974: Olivia Newton-John · 
1975: The Shadows · 
1976: Brotherhood of Man · 
1977: Lynsey de Paul & Mike Moran · 
1978: Co-Co · 
1979: Black Lace · 
1980: Prima Donna · 
1981: Bucks Fizz · 
1982: Bardo · 
1983: Sweet Dreams · 
1984: Belle & The Devotions · 
1985: Vikki Watson · 
1986: Ryder · 
1987: Rikki · 
1988: Scott Fitzgerald · 
1989: Live Report · 
1990: Emma · 
1991: Samantha Janus · 
1992: Michael Ball · 
1993: Sonia · 
1994: Frances Ruffelle · 
1995: Love City Groove · 
1996: Gina G · 
1997: Katrina & the Waves · 
1998: Imaani · 
1999: Precious · 
2000: Nicki French · 
2001: Lindsay Dracass · 
2002: Jessica Garlick · 
2003: Jemini · 
2004: James Fox · 
2005: Javine Hylton · 
2006: Daz Sampson · 
2007: Scooch · 
2008: Andy Abraham · 
2009: Jade Ewen · 
2010: Josh Dubovie · 
2011: Blue · 
2012: Engelbert Humperdinck · 
2013: Bonnie Tyler · 
2014: Molly · 
2015: Electro Velvet · 
2016: Joe & Jake · 
2017: Lucie Jones · 
2018: SuRie · 
2019: Michael Rice · 
2021: James Newman ·
2022: Sam Ryder ·
2023: Mae Muller ·
2024: Olly Alexander ·
2025: Remember Monday
- Bibsys: 44228
- Bibliothèque nationale de France: cb139006223 (data)
- Catàleg d'autoritats de noms i títols de Catalunya: 981058514307606706
- Gemeinsame Normdatei: 13454370X
- International Standard Name Identifier: 0000 0000 8096 9372
- Library of Congress Control Number: n91109098
- Nationale Bibliotheek van Letland: 000097012
- MusicBrainz: 0aa8294b-6332-4b65-b677-e3a1f8591d3b
- Nationale Bibliotheek van Tsjechië: jn20020408003
- Nationale Bibliotheek van Israël: 987007401213405171
- Nationale Bibliotheek van Polen: a0000002212993
- Nederlandse Thesaurus van Auteursnamen: 075146665
- Istituto Centrale per il Catalogo Unico: UBOV765488
- SNAC: w6jh46tq
- Système universitaire de documentation: 082334374
- Virtual International Authority File: 17409128